# 24 Themis
För andra betydelser, se Themis (olika betydelser).
24 Themis eller 1947 BA är en asteroid upptäckt av den italienska astronomen Annibale de Gasparis den 5 april 1853 i Neapel. Asteroiden har fått sitt namn efter Themis, Zeus första hustru och en personifiering av lagen inom grekisk mytologi.
Asteroiden har givit namn åt asteroidgruppen Themis.
Themis är även namnet på en måne som upptäcktes 1905 runt planeten Saturnus. Upptäckten var dock felaktig.